# Rövidfarkú mongúz
A rövidfarkú mongúz (Herpestes brachyurus) az emlősök (Mammalia) osztályának a ragadozók (Carnivora) rendjéhez, ezen belül a mongúzfélék (Herpestidae) családjához tartozó faj. Délkelet-Ázsiában őshonos, ahol sűrű erdőségekben és dzsungelekben él. Elsősorban rovarokkal, kis gerincesekkel és gyümölcsökkel táplálkozik. Alacsony termete és rövid farka a nevére is utal, amely megkülönbözteti a többi mongúzfajtól.

## Előfordulása
Brunei, Indonézia és Malajzia területén honos. Élőhelye a síkvidéki dzsungelek. A vizek közelében is megfordul, ahol sűrű növényzet biztosít számára búvóhelyet és megfelelő környezetet a táplálékszerzéshez. A faj gyakran előfordul a vizek közelében, mivel az ilyen területeken könnyebben hozzáfér az ivóvízhez és a zsákmányállatokhoz.
Egyes populációi a trópusi esőerdők mélyebb részein élnek, míg mások a folyók, mocsarak és mangrovemocsarak környezetében is megtalálhatók. Ezek a területek különösen fontosak a nedves, párás mikroklíma fenntartásában, ami a faj számára ideális életfeltételeket biztosít.
Ezen kívül alkalmas élőhelynek bizonyulnak az elhagyott földművelési területek és az erdőszélek, ahol a nyitottabb terek könnyebb táplálkozást tesznek lehetővé, bár ezek az élőhelyek fokozottan veszélyeztetettek az emberi beavatkozás miatt.

## Megjelenése
Szőrzete a vörösesbarnától a feketéig terjed, fekete lábakkal. Feje túlnyomórészt szürkés színű, fekete folttal az "állán". Testhossza a farokkal együtt 60–65 cm. Testtömege 1.4 kg. A faj a rövid farkáról kapta a nevét, a farokhossza 25 cm.